# Port lotniczy Maradi
Port lotniczy Maradi – port lotniczy położony w Maradi. Jest czwartym co do wielkości portem lotniczym w Nigrze.

## Linie lotnicze i połączenia
| Linia Lotnicza | Kierunek  |
| -------------- | --------- |
| Niger Airlines | 1. Niamey |